# Publius Quinctilius Varus
Publius Quinctilius Varus (46 př. n. l. Cremona - 9 n. l. Teutoburský les) byl římský politik a generál za vlády císaře Augusta, známý především z bitvy v Teutoburském lese,  kde byl poražen germánskou koalicí vedenou cheruským vůdcem Arminiem. V boji padly tři římské legie a Publius Varus ke konci bitvy spáchal sebevraždu. Po bitvě Římská říše ztratila zájem expandovat do Germánie a stáhla se na druhý břeh řeky Rýn. Bitva je známá také jako Varova bitva nebo Hermannova bitva.

## Život
Jeho dědeček z otcovy strany byl senátor Sextus Quinctilius Varus. Varus byl patricij, narozen do aristokratické, ale zchudlé a nedůležité rodiny Quinctiliů. Jeho matka byla dcerou konzula Gaia Claudia Marcella mladšího z prvního manželství. Jeho otec byl Sextus Quinctilius Varus, senátor sblížený s optimáty v občanské válce proti Juliu Caesarovi. Sextus přežil jejich porážku, ale není známo, jestli byl zapojen do Caesarova zavraždění. Spáchal sebevraždu po bitvě u Filipp (42 př. n. l.).
Navzdory otcově politickému smyšlení Varus podporoval Caesarova dědice, Octaviana, později známého jako Augustus. Kolem roku 14 př. n. l. si vzal Vipsanii Marcellu, dceru Marca Vipsania Agrippy a Claudie Marcelly starší a stal se osobním přítelem Agrippy i Augusta. Vipsania Marcella byla Augustova praneteř. Když Agrippa zemřel, Varus pronesl pohřební velebení. Tak byla jeho politická kariéra odstartována a jeho cursus honorum dokončeno roku 13 př. n. l., kdy byl zvolen konzulem, jako mladší partner Tiberia, Augustova nevlastního syna a budoucího císaře.

## Politická kariéra

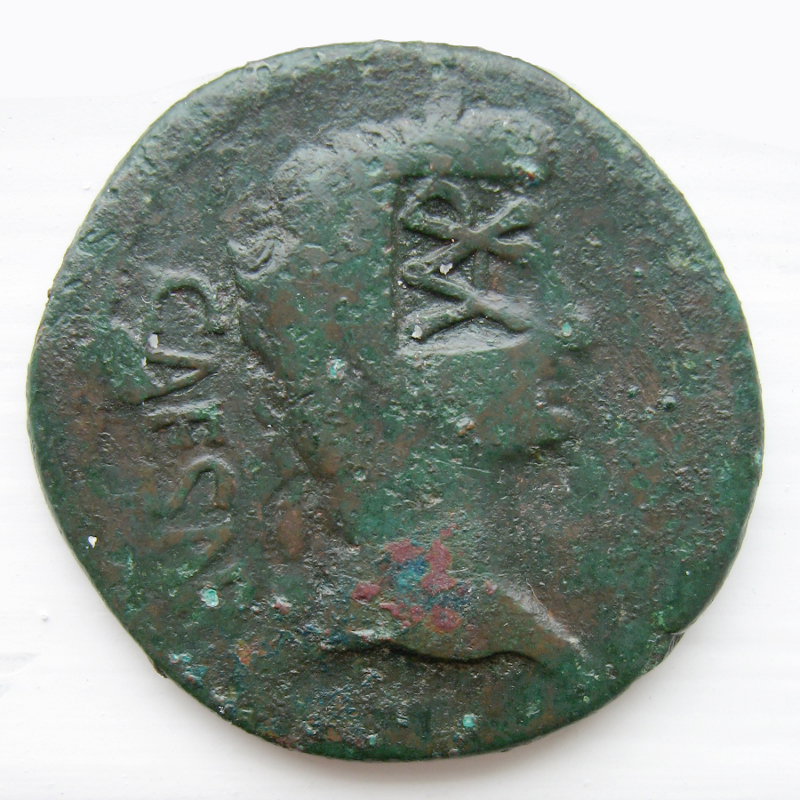
As Lugdunum I (RIC 230), značka "VAR" (Varus).

Mezi lety 9 a 8 před naším letopočtem byl Varus správcem provincie Afrika. Poté vládl provincii Syria, se čtyřmi legiemi pod svým velením. Byl známý pro své kruté zákony a vysoké daně. Židovský historik Josephus zmiňuje Varovu pohotovou akci proti vzpouře Židů v Judei po smrti spojence Říma, krále Heroda Velikého roku 4 př. n. l.. Po obsazení Jeruzaléma ukřižoval 2000 židovských rebelů, a mohl tak být jedním z hlavních objektů populárního protiřímského cítění v Judei. Josephus, který se ze všech sil snažil smířit Židy s římskou vládou, cítil nezbytně nutné poukázat na to, jak mírný tento masakr byl. Avšak přesně v ten moment Židé začali hromadně bojkotovat římské hrnčířství. Archeologické záznamy potvrzují masový protest proti Římu kvůli Varové krutosti.
Po svém spravování Sýrie se Varus vrátil do Říma a zůstal tam po několik dalších let. Po smrti své manželky se oženil s Claudií Pulchrou, dcerou Claudie Marcelly mladší (dcery konzula Gaia Claudia Marcella mladšího a Octavie mladší) a konzula Aemilia Lepida Paulla (synovce triumvira Marca Aemilia Lepida). Claudia byla praneteř císaře Augusta, což ukazuje, že si Varus stále užíval politické přízně. S Claudií měl syna Quinctilia Vara.
V prvních letech 1. století Tiberius, jeho bratr Drusus, a Germanicus vedli dlouhé tažení do Germánie, oblasti na sever od Dunaje a na východ od Rýna, v pokusu o posunutí hranic říše a zkrácení jejich délky. Podmanili si několik germánských kmenů, například Cherusky. Roku 7 n. l.byl region prohlášen za uklidněný a Varus byl jmenován správcem Germánie. Tiberius opustil oblast a vydal se vypořádat s povstáními v Panonii a Dalmácii.

## Bitva v Teutoburském lese
Roku 9 n. l. Varus umístil své tři legie, Sedmnáctou, Osmnáctou a Devatenáctou, blízko řeky Vezery, když dorazily zprávy o rostoucí vzpouře oblasti Rýna na západě. Přes varování Segesta Varus věřil Arminiovi, romanizovanému germánskému náčelníkovi kmene Cherusků a generálovi pomocných jízdních jednotek.
Nejen že byla Varova důvěra v Arminia velice špatný úsudek, ale Varus navíc postavil své legie do takového postavení, kde byla jejich bojová síla nejslabší a kde měly největší výhodu kmeny Germánů. Arminius a kmen Cherusků, spolu s dalšími spojenci, dovedně vymyslel léčku, a v září v bitvě u Teutoburského lesa (na východ od dnešního Osnabrücku) Římané napochodovali přímo do ní.
Velice zalesněný a bažinatý terén znemožnil legiím správně manévrovat a dovolil Germánům rozdělit Římany na několik částí, se kterými se potom dokázali utkat. Třetí den bojování barbaři rozdrtili Římany na kopci Kalkriese na sever od Osnabrücku. Svědectví o bitvě není mnoho, kvůli úplnosti porážky, ale jedno z nich hovoří o části římské kavalerie, jež opustila pěchotu, kterou měla podporovat, a utekla k Rýnu, ale byla zpozorována Germány a pobita. Někteří zajatí Římané byli umístěni do proutěných klecí a upáleni zaživa, další zotročeni nebo vykoupeni. Tacitus píše, že vítězní barbaři obětovali zajaté důstojníky svým bohům na oltářích, které mohly být stále viděny roky později. Sám Varus, poté, co zjistil, že je všechna naděje ztracena, spáchal sebevraždu. Arminius mu uřízl hlavu a poslal ji do Čech Marobudovi, králi Markomanů, jednomu z nejdůležitějších germánských vůdců, se kterým chtěl Arminius vytvořit alianci. Marobud však nabídku zamítnul a poslal Varovu hlavu do Říma na zpopelnění. Římané později získali zpět orly svých ztracených legií, dva v letech 15 až 16, třetí roku 42. Římu se nakonec nikdy nepodařilo dostat sever a východ Germánie pod svou kontrolu, jako regiony u Rýna, Dunaje a dnešního Černého lesa.
Legie XVII, XVIII a XIX nebyly už nikdy obnoveny. Podle historika Suetonia Augustus ještě týdny poté, co se o bitvě dozvěděl, chodil po paláci, bil hlavou do zdí a křičel "Vare, Vare, vrať mi mé orly!".